# Óscar Imaña
Óscar Imaña Sánchez (Hualgayoc, 19 de septiembre de 1893-Lima, 1968) fue un poeta peruano. Integrante del Grupo Norte y amigo del poeta César Vallejo. Su poesía es de acento filosófico y expresionista, y de cierto alarde modernista. Gran parte de su producción poética aún permanece inédita. Fue también magistrado y profesor.

## Biografía
Nació en el pueblo minero de Hualgayoc, en el departamento de Cajamarca. Su padre se dedicaba  a la actividad minera y fue en ese ambiente en el que transcurrieron sus primeros años. A temprana edad, emigró a Trujillo para cursar sus estudios. Ingresó a la Facultad de Derecho en la Universidad Nacional de La Libertad. En 1915 ganó los Juegos Florales convocados a concurso por dicha Universidad con su composición “Canto a la Primavera” (20 estrofas de seis versos alejandrinos), haciéndose merecedor de la “Flor Natural”. En los años siguientes aparecieron sus primeros versos publicados en diarios y revistas de Trujillo y Lima. 
Perteneció a la llamada “Bohemia de Trujillo”, después llamado Grupo Norte, que dirigían José Eulogio Garrido y Antenor Orrego, de la que también formaban parte César Vallejo, Alcides Spelucín, Macedonio de la Torre y otros. Fue uno de los fundadores de los “Sábados Literarios” promovidos por el diario La Reforma (1917), junto a Vallejo, Spelucín, Juan Espejo Asturrizaga, Carmen Rosa Rivadeneyra, Felipe Alvay Alva, Federico Esquerre, Francisco Xandóval, Eloy Espinoza Cárdenas y Antenor Orrego. Con Vallejo cultivó una íntima amistad generacional y como testimonio de ella se conserva una carta, fechada en Trujillo, el 12 de febrero de 1921, que Imaña le envía a Vallejo estando éste preso. Cuando el poeta Juan Parra del Riego saludó la aparición de la “bohemia trujillana”, definió a Vallejo e Imaña como los únicos poetas representativos de dicho grupo.
En 1919 se recibió de abogado e inició su carrera en la magistratura. Llegó a ser Juez de primera instancia en la provincia de Hualgayoc. En 1920 empezó a ejercer la docencia en el Colegio Nacional San José de Chiclayo. Tiempo después, se trasladó a la ciudad de Cajamarca, donde fue vocal de la Corte Superior de Justicia en 1958. Falleció en Lima en 1968, dejando sus numerosos poemas en manos de su hijo Óscar Imaña Ríos, los cuales permanecen inéditos.

## Composiciones poéticas
Publicados
- "La canción de Eva"
- "Paisaje Triste" (en la Revista Variedades, Lima, 1916.)

Inéditos
- "¡Oh Juventud!" (1916)
- "Crepuscular" (1916), dedicado a J. Domingo Parra del Riego.
- ¡Oh que dulce ebriedad! (1917)
- "El pozo enfermo" (1918)
- "Te vi pasar" (1917)
- "Esperanza" (1917),
- "Gonzáles Prada" (1918)
- "La siembra" (1919)
- "Las manos invisibles" (1919)
- "Habrá muerto" (1919)
- "Te digo que has pecado" (1921)
- "Pero tal vez mañana" (1921)
- "Ayudemos a Dios" (1922)
- "¡Oh Señor!" (1923)
- "Qué hice pues" (1923)
- "Hay un pozo vacío" (1924)
- "Raíces negras" (1924)
- "Padre nuestro" (s/f)
- "La última romántica" (1951)
- "Yo no sé" (1956)
- "Se aproxima ese día" (1962), etc.